# Моби
Ричард Мелвил Хол (енгл. Richard Melville Hall) познатији као Моби (енгл. Moby) амерички је текстописац, музичар, DJ и фотограф. Познат је по својој електронској музици, вегетаријанском начину живота и као борац за права животиња.

## Биографија
Ричард Мелвил Хол је рођен 11. септембра 1965. године у њујоршком Харлему, а одрастао нешто северније, у Даријену. Убрзо по рођењу од оца добија надимак који користи до данас-по роману Моби Дик, који је написао Херман Мелвил, његов директан предак. Први почеци његовог бављења музиком везани су за панк бенд Vatican Commandos, са којим је објавио три EP-ja. За неке од њих омоте је урадио Rob Zombie (White Zombie). Пошто је бенд престао да постоји,1985. Moby је постао house DJ у Њујорку. Након што је дипломирао социологију на уметничком Државном универзитету у Њујорку, потписао је уговор о снимању плоча за Instinct Records. У то време живи у уметничкој комуни у Стамфорду. У првом делу своје каријере Moby је избегавао електронску музику. Био је то део панк бунта који је у свом препознатљивом маниру проповедао да „ритам машине, синтисајзери и dance ритмови смрде“.
Године 1991. је изашао хит сингл Go. За тај сингл Moby је семпловао музику из серије Twin Peaks са вокалом из песме Go бенда Tones on Tail. Са том песмом је доспео на топ 10 британске листе синглова, да би касније тај сингл завршио на првом албуму The Story so Far (aka Moby). Исте године је ремиксовао песму Chorus енглеског синт-поп дуета Erasure, док је 1993. годину провео на турнејама са различитим извођачима међу којима су: Prodigy, Orbital, Aphex Twin, Ричи Хотин и John Acquaviva.
Следећи албум Everything is Wrong је изашао 1995. године за Mute Records. Прве копије албума ишле су са бонус диском Underwater, на којем је био амбијентални инструментал са „подводном“ музиком. Албум је добио похвале, али је комерцијално прошао лоше делом и због тога што га је у Америци дистрибуирала компанија Electra Records, која супротно називу има више слуха за метал и indie rock саставе него за електронику. Следеће године излази и пратећи албум Everything is Wrong-Mixed and Remixed, да би убрзо после њега изашао и албум са B странама синглова Rare:the Collected b-sides 1989-1993. Песма Thousand са тог албума доноси му светски рекорд за најбржу песму, која у једном тренутку достиже брзину од хиљаду битова у минути.
Затим је 1996. године издао electro/hard-rock албум Animal Rights и отишао на турнеју са Soundgarden и Red Hot Chili Peppers.
Већ следеће године појавио се I Like to Score, колекција његове музике коришћене у филмовима, међу њима и Џејмс Бонд коришћена у филму Tommorow Never Dies. Пошто су сви његови албуми до тог тренутка били комерцијално неуспешни, Electra Records одбио је дистрибуцију његових будућих издања и тиме се придружио друштву компанија које су направиле погрешне процене о будућој успешности својих пулена.
Албум који је Мобија лансирао у комерцијалну стратосферу звао се кратко и јасно Play и појавио се у продавницама 1999. године. Пробио је сва очекивања о заради. У Америци је продат у два милиона, а у читавом свету у преко десет милиона примерака. Чак осам хит-синглова задржало се на топ листама годинама. Неки од њих:Honey,Porcelain,Why Does My Heart Feel So Bad или Natural Blues постају хитови познатији чак и од Мобија самог. Следће године албум је реиздат као специјално издање са неколико нових песама, а 2004. године појавио се и Play:The B-sides. Ремикс песме South Side коју је отпевао са Gwen Stefani, тадашњим вокалом групе No Doubt, дошао је као сингл.
Године 2001. Моби оснива путујући Area:One Festival. Замишљен је као мешавина различитих жанрова и на њему прве године наступају:OutCast, New Order, Nelly Furtado, Incubus, The Roots, Пол Окенфолд, The Orb, Карл Кокс... Исте године навукао је на себе гнев Eminema када га је оптужио да је мизогинист и хомофобик. Еминем му не остаје дужан и у песми Without Me назива га „ћелавим тридесетшестогодишњим педером“ Суком је кулминирао на додели MTV награда 2002. године. У то време на истој телевизији води емисију Señor Moby's House of Music у којој пушта спотове непознатих извођача електронске музике. У следећих пар година Моби сарађује и са Sophie Ellis-Bextor, Бритни Спирс i Public Enemy.
Албум Hotel изашао је 2005. године. За разлику од претходних овај албум је цео снимљен у студију на живим инструментима, а вокале је отпевао сам Моби уз малу помоћ политички веома активне Laure Dawn.Raining Again и Lift Me Upсу најпознатије песме са тог албума.
Новембра 2006. године излази прва компилација Go:The Very Best Of Moby. Осим очекиваних хитова и ремикса истих на њему се налази и сингл
New York,New Yorkкојем је Деби Хари позајмила глас.
У мају 2007. године Моби креира web-site mobygratis.com, са којег независни и непрофитни режисери могу да скидају бесплатно музику и да је користе у својим филмовима.
Албум Last Nights изашао је 1. априла 2008, а први хит сингл са њега зове се Alice.

## Дискографија

### Студијски албуми
- (1992)
- (1993)
- (1995)
- (1996)
- (1999)
- 18 (2002)
- (2005)
- (2008)
- (2009)
- (2011)
- (2013)
- (2016)
- (2016)
- (2017)
- (2018)
- Long Ambients 2 (2019)
- All Visible Objects (2020)
- Live Ambients – Improvised Recordings Vol. 1 (2020)
- Reprise (2021)
- Ambient 23 (2023)
- Resound NYC (2023)
- Always Centered at Night (2024)